# 주앙 피나
주앙 알레샨드르 페헤이라 드 피나(포르투갈어: João Alexandre Ferreira de Pina, 1981년 7월 31일~)는 포르투갈의 전직 유도 선수이다. 올림픽에 3회(2004, 2008, 2012) 참가했으며  유럽 선수권 대회에서 금메달 2개를 획득했다.